# S/2010 (2006 CH69) 1
S/2010 (2006 CH69) 1, também escrito como S/2010 (2006 CH69) 1, é o objeto secundário do corpo celeste denominado de 2006 CH69. Ele é um objeto transnetuniano que tem cerca de 82 km de diâmetro e orbita o corpo primário a uma distância de 27 000 ± 1 000 km.

## Descoberta
S/2010 (2006 CH69) 1 foi descoberto no dia 17 de dezembro de 2004 e sua descoberta foi anunciada em 05 de agosto de 2010.